# Opharus lehmanni
Opharus lehmanni är en fjärilsart som beskrevs av Rothschild 1910. Opharus lehmanni ingår i släktet Opharus och familjen björnspinnare. Inga underarter finns listade i Catalogue of Life.